# Henry Fillmore
Henry Fillmore   (Cincinnati, 3 de desembre de 1881 - Miami, 7 de desembre de 1956) va ser un músic, compositor, editor i cap de banda nord-americà, més conegut per les seves nombroses marxes.

## Adolescència i educació
Fillmore va néixer a Cincinnati, Ohio, com a gran de cinc fills. En la seva joventut va dominar el piano, la guitarra, el violí, la flauta travessera i el trombó. Al principi va mantenir secret les seves activitats de trombó, ja que el seu circumspecte pare religiós James Henry Fillmore (1849-1936) —un compositor de cançons de gòspel, sovint en col·laboració amb Jessie Brown Pounds - creia que era un instrument cruel i pecaminós. La mare d'Henry li va comprar secretament un trombó usat i va ocultar, del pare d'Henry, el fill que va aprendre a tocar l'instrument. Fillmore, el parent de la qual Frederick Augustus Fillmore (1856–1925) també era compositor de cançons de gòspel, era cantant del seu cor de l'església quan era un nen. Va començar a compondre als 18 anys, amb la seva primera marxa publicada "Hingham", que porta el nom d'una línia d'instruments de metall.
Fillmore va ingressar al Conservatori Superior de Música de Cincinnati el 1901. Després de graduar-se al Conservatori Superior de Música de Cincinnati, Fillmore va viatjar pels Estats Units com a director de banda de circ amb la seva dona, una exòtica ballarina de vodevil anomenada Mabel May Jones. Es van casar a St. Louis.

## Carrera
Als anys 1920 Fillmore tornava a Cincinnati dirigint la Shriners Temple Band, que va convertir en una de les millors bandes de música del país.
El 1938 Fillmore, després que un metge li avisés que només tenia uns mesos per viure, es va retirar a Miami, Florida. Va continuar, però, per demostrar que el metge estava equivocat. Així doncs, Fillmore va mantenir un horari actiu assajant bandes de secundària a Florida i component marxes. Henry Fillmore Band Hall, la sala d'assaig de molts dels grups d'interpretació de la Universitat de Miami, va adquirir el seu nom com a homenatge al treball de Fillmore en el gènere de la banda. La seva marxa "Orange Bowl" va ser escrita per a la Miami's Band of the Hour. L'oncle Henry, com Fillmore era conegut afectuosament pels membres de la banda de llavors, també va escriure l'actual cançó oficial de la Universitat de Miami: "Miami U How-De-Doo". El seu arranjament de "The Star-Spangled Banner" és l'arranjament tradicional realitzat pels caps de marxa de la Florida State University. La seva marxa "Men of Florida" va ser composta per a les bandes de la Universitat de Florida. Va rebre un doctorat honoris causa de música per la Universitat de Miami el 1956 en reconeixement de la seva carrera. Fillmore va viure la resta dels seus dies al sud de Florida.

## La música
Fillmore va escriure més de 250 peces i va organitzar orquestracions per a centenars més. Va publicar sota diversos pseudònims, inclosos Gus Beans, Harold Bennett, Ray Hall, Harry Hartley, Al Hayes i Henrietta Moore. Només el nom de Will Huff va causar problemes, ja que un altre Will Huff va compondre marxes i va residir a l'estat de Fillmore. Fillmore va utilitzar molts pseudònims al llarg de la seva carrera i estava preocupat perquè inundar el mercat amb la música publicada sota "Henry Fillmore" dissuadís altres persones de comprar la seva música. Els seus pseudònims s'associen amb el grau, el nivell de dificultat o el gènere. En una entrevista amb Jack H. Mahan de 1953, Fillmore va explicar que el seu pseudònim utilitzava: "Harold Bennett" era fàcil i no progressiu, si es pot tocar un, es pot jugar a tots. "Al Hayes" va ser una mica més difícil. "Will Huff" era un compositor duplicat ("Will Huff" de Fillmore solia ser de grau senzill). "Henry Fillmore" podria ser la marxa més fàcil o la més difícil. "Harry Hartley" són tots solos; corneta, trombó i baríton de grau fàcil, sense triple llengua ni cadences. Els solos amb altres noms són accessoris. "Henrietta Moore" són cançons crepusculars.
Tot i que era més conegut per la música de marxa i els screamers, també va escriure valsos, foxtrots, himnes, números de novetats i obertures.